# Comedia Perpetua
Comedia perpetua era un programa de radio español sobre monólogos cómicos americanos y cultura cómica en general, que se emitía semanalmente en la Cadena SER la noche del viernes al sábado de las 3:30 a 4:00, en Youtube estaba disponible los martes a las 20:00, también subían un episodio adicional a la semana los jueves a la misma hora. Estaba presentado por Antonio Castelo, Miguel Campos Gálan e Iggy Rubín y una colaboración semanal de Jorge Yorya.

## Historia
El programa empezó su emisión en septiembre de 2018 con el nombre de Phi Beta Lambda, ese mismo nombre ya lo estaban usando Antonio Castelo y Miguel Campos Galán para una productora de monólogos de humor unos meses antes. Al tiempo ambos productores usaron el mismo nombre para crear una plataforma de podcasts llamada Phi Beta Lambda Podcast, lo cual dio origen a problemas con la Cadena SER, ya que le hacían competencia y además ellos les publicitaban el nombre, así que decidieron cambiarlo a Comedia Perpetua.
Al acabar la primera temporada, el 6 de julio de 2019, fueron invitados a hacer un programa en directo en el SINGLOT Festival, en la carpa de comedia organizada por El Terrat.
El programa llegó a su fin en julio de 2020 debido a la crisis financiera de la Cadena SER no renovarón el programa para otra temporada.

## Secciones

### Semanales

#### Cómico del día
Sección que abre los programas del martes con un corte de un monólogo de algún cómico, doblado por Antonio Castelo. Tras el corte, se hace un pequeño foro sobre el cómico, especial de comedia o bloque de comedia.

#### Roast to the people
Los oyentes del programa piden a Miguel Campos Galán que les hagan un roast con base en sus perfiles de Instagram, es decir, solicitan ser insultados de forma totalmente voluntaria, esta sección se hace en el programa de los martes.

#### Thank you for this beautiful comedy
Iggy Rubín selecciona cada semana un especial de comedia a analizar, al cual se le suelen dedicar 10-15 minutos para desgranar aspectos técnicos y formales del especial, diagnosticando por qué el especial es mejor o peor que otros, esta sección se hace en el programa de los martes.

#### Actualité
Todos los martes los 3 presentadores del programa desglosan la actualidad de la comedia internacional, especialmente la estadounidense.

#### My name is Giovanni Giorgio, but everybody calls me Yorya
El colaborador Jorge Yorya hace una sección semanal los jueves, en la que trae una historia, anécdota, gráfico o cualquier cosa que se le ocurra, el running gag es que lo hace mal y los otros presentadores lo paran o se ríen de él.

### Esporádicas

#### La cuota del drama | Pena mora
Esta sección presentada por Miguel Campos Galán sustituye ocasionalmente el roast to the people, aquí los espectadores envían historias (presuntamente reales) tristes, depresivas, rehuyendo cualquier conato de comedia.

#### Gira de festivales
Esta sección presentada por Iggy Rubín sustituye ocasionalmente a Thank you for this beautiful comedy, aquí se explica la vida de un cómico que ya esta finado.

## Colaboradores
El programa goza de diferentes colaboradores con secciones con una temática fija que participan de forma más o menos recurrente, los colaboradores van al programa los programas del jueves desde el inicio de la segunda temporada, los colaboradores son los siguientes:
Adolfo Valor, es showrunner de diferentes series y películas españolas, habla sobre la comedia en el cine y la televisión estadounidense, especialmente sobre los late night.
Mercedes, experta en Saturday Night Live, en el programa habla sobre el SNL y los líos amorosos en la comedia, en una sección llamada corazón de comedia.
Víctor Ladrón de Guevara, es el representante de muchos cómicos del ámbito nacional, cuando va al programa cuenta alguna anécdota de algún bolo con alguno de sus cómicos.
Antonio Trashorras, es experto en los comienzos de los monólogos cómicos de España, su sección trata de explicar el inicio de los monólogos es España desde los inicios en Comedy Central al principio del siglo XXI, además tienen una broma recurrente con él en la que intentan venderle un programa para HBO, donde él trabaja.
Helena Pozuelo, guionista de la resistencia y experta en los clubes de comedia de España, en su sección trae todo lo relacionado con la comedia indie del panorama actual.

## Invitados
Desde el inicio del programa se han pasado numerosos invitados para hablar sobre su comedia o presentar algún show que iba a inaugurar en breve, han pasado cómicos como Berto Romero, Joaquín Reyes o Goyo Jiménez.

## Temporadas
| Temporada | Temporada | Episodios | Episodios | Emisión original   | Emisión original |
| Temporada | Temporada | Episodios | Episodios | Primera emisión    | Última emisión   |
| --------- | --------- | --------- | --------- | ------------------ | ---------------- |
|           | 1         | 45        | 45        | septiembre de 2018 | julio de 2019    |
|           | 2         | 83        | 83        | septiembre de 2019 | julio de 2020    |